# (6166) Univsima
(6166) Univsima es un asteroide perteneciente al cinturón de asteroides, región del sistema solar que se encuentra entre las órbitas de Marte y Júpiter, más concretamente a la familia de Eos, descubierto el 27 de septiembre de 1978 por Liudmila Chernyj desde el Observatorio Astrofísico de Crimea (República de Crimea).

## Designación y nombre
Designado provisionalmente como 1978 SP4. Fue nombrado Univsima en homenaje a la Universidad Estatal de Simferopol en el ochenta aniversario del establecimiento de esta primera institución de educación superior en Crimea. Los académicos A.P. Pavlov, I.P. Pavlov, V.I. Vernadskij y N.I. Andrusov fueron miembros fundadores de la facultad. Los académicos V.I. Obruchev, A.F. Ioffe, N.M. Krylov y V.I. Smirnov trabajaron allí. Entre sus 65000 graduados se encuentran los académicos I.V. Kurchatov y K.I. Shchelkin.

## Características orbitales
Univsima está situado a una distancia media del Sol de 2,993 ua, pudiendo alejarse hasta 3,245 ua y acercarse hasta 2,742 ua. Su excentricidad es 0,083 y la inclinación orbital 10,83 grados. Emplea 1892,22 días en completar una órbita alrededor del Sol.

## Características físicas
La magnitud absoluta de Univsima es 12,1. Tiene 12,049 km de diámetro y su albedo se estima en 0,176. 